# Lucido (nome)
Lucido  è un nome proprio di persona italiano maschile.

## Varianti
- Maschili: Lucidio[1][2]
- Femminili: Lucida[1], Lucidia[1]

### Varianti in altre lingue
- Catalano: Lucidi[3]
- Latino: Lucidius[2]
- Spagnolo: Lucidio[3], Lúcido[3]

## Origine e diffusione
Nome di scarsa diffusione, derivante dal latino lucidius, da lux, lucis ("luce"), e avente quindi il significato di "lucido", "brillante", "risplendente". Sulla stessa radice sono basati anche i nomi Lucio, Lucia e, secondo certe fonti, Luca. L'etimologia è la stessa dell'aggettivo  italiano "lucido", di cui potrebbe anche essere una ripresa diretta.

## Onomastico
L'onomastico si può festeggiare il 5 dicembre in onore di san Lucido, monaco e abate presso Aquara, oppure il 26 aprile in memoria di san Lucidio, vescovo di Verona.

## Persone

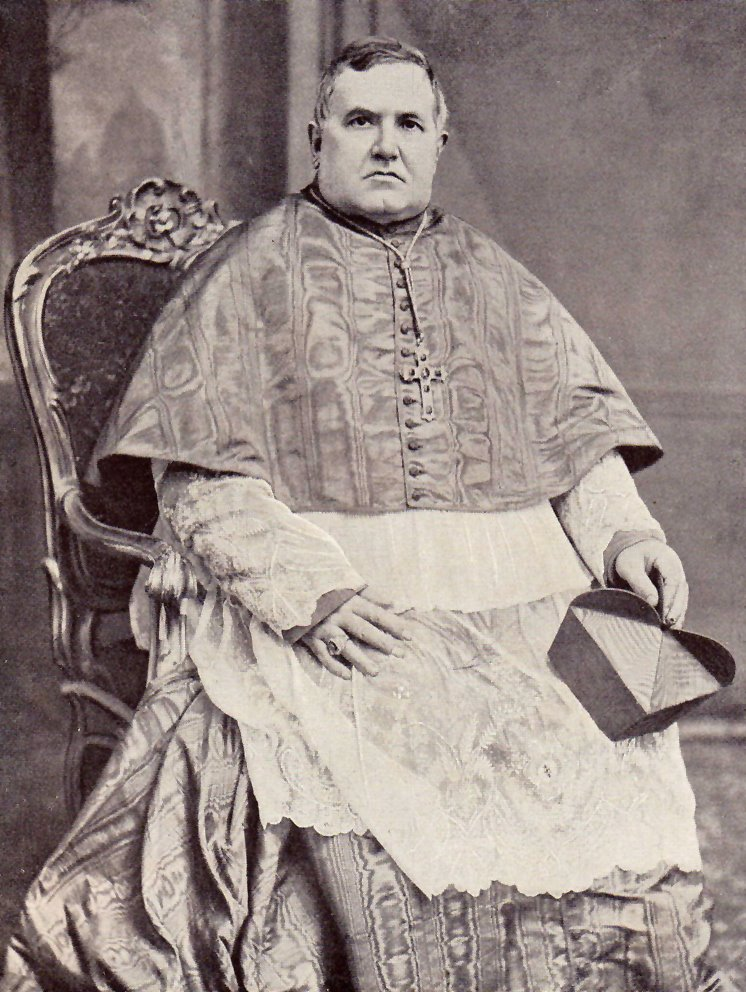
Lucido Maria Parocchi

- Lucido di Aquara, religioso italiano
- Lucido Conti, cardinale italiano
- Lucido Maria Parocchi, arcivescovo cattolico e cardinale italiano

### Variante Lucidio
- Lucidio Sentimenti, calciatore italiano